# William Macclesfield
William Macclesfield OP (c. 1250, Canterbury - 1303-1304, Canterbury o Besançon) fou un frare dominic anglès.

## Vida
Entrà a l'Orde de Predicadors de jove, fou estudiant i posteriorment professor de teologia al seminari dels dominics de París i al Merton College de la Universitat d'Oxford, on destacà per les refutacions a les idees d'Enric de Gant i de Guillaume de la Mare.
Benet XI el creà cardenal prevere de Santa Sabina al consistori de desembre de 1303. No és clar si llavors Macclesfield havia mort a Anglaterra o al capítol dels dominics a Besançon, sense que Roma n'estigués al tant, o si morí a començaments de l'any següent ignorant la decisió del Papa de fer-lo cardenal.

## Obres
Se li atribueixen moltes obres de teologia: 
- Postillæ in sacra Biblia
- In Evangelium de decem Virginibus
- Questiones de Angelis
- Questiones Ordinariæ
- Contra Henricum de Gandavo, in quibus impugnat S. Thomam de Aquino
- Contra Corruptorem S. Thomæ
- De Unitate Formarum
- De Comparatione Statuum
- Orationes ad Clerum
- Varia Problemata